# Evandromyia aldafalcaoae
Evandromyia aldafalcaoae  (лат.) — вид кровососущих двукрылых насекомых из подсемейства москитов (Phlebotominae, Psychodidae).

## Распространение
Бразилия (Vila Trindade, Aquidauana, штат Мату-Гросу-ду-Сул).

## Описание
Длина тела около 2,5 мм, длина головы — 0,2—0,3 мм, длина клипеуса — 0,14 мм, длина крыла — 1,6—1,8 мм (ширина — 0,5), длина груди — 0,5 мм. Общая окраска — светло-коричневая. Длина пальпомер у самок: I 0,33, II 0,112, III 0,141, IV 0,101, V 0,194; у самцов: I 0,024—0,027, II 0,090, III 0,131, IV 0,100, V 0,197—0,217. Формула щупиков: 1.4.2.3.5. Гипофаринкс с коротким апиколатеральным зубцом.
Климат в месте обнаружения тёплый и влажный; растительность — кустарниковая. Кроме нового вида, там были обнаружены ещё 11 видов москитов: Lutzomyia longipalpis (Lutz & Neiva), Lutzomyia cruzi (Mangabeira), Lutzomyia shannoni (Dyar), Lutzomyia whitmani (Antunes & Coutinho), Lutzomyia termitophila Martins Falcão & Silva, Lutzomyia forattinii Galati Rego Nunes & Teruya, Lutzomyia lenti (Mangabeira), Lutzomyia hermanlenti Martins Silva & Falcão, Lutzomyia sallesi (Galvão & Coutinho), Brumptomyia brumpti (Larrousse), Brumptomyia sp. 
Самка, описанная позднее, в 2005 году, позволила точнее определить систематическое положение этого вида. Так как у них пальпомер V длиннее чем III, а пальпомер II равен или длиннее чем IV, то это вид отнесли к подроду Evandromyia (Aldamyia). Его представители встречаются в Центральной и Южной Америке.  Вид Evandromyia aldafalcaoae отличается от всех видов подрода  числом лопатовидных щетинок на латеральной лопасти гениталий самца, которых у него от четырёх до семи. В то время как у других видов группы это число варьирует от нуля до четырёх, а также отличается форма эдеагуса. 

## Этимология
Название вида (первоначально описанного как Lutzomyia aldafalcaoae sp. n.) было дано в честь бразильского исследователя Альда Лима Фалькао (порт. Alda Lima Falcão, Centro de Pesquisas René Rachou-Fiocruz, Белу-Оризонти). Так был оценён его значительный вклад в изучение этих и других насекомых, распространяющих опасные инфекции (лейшманиозы и другие болезни). 